# Genoa Cricket and Football Club 1909-1910
Questa voce raccoglie le informazioni riguardanti il Genoa Cricket and Football Club nelle competizioni ufficiali della stagione 1909-1910.

## Stagione
Il Genoa per far fronte al nuovo campionato a girone unico, ingaggia molti giocatori, tra cui Eduard Bauer e il giovanissimo tedesco Hans Schmidt, che sarà il più giovane esordiente della società rossoblu. Ritorna a giocare in rossoblu Max Mayer.
Nonostante i rinforzi, il club genovese non riesce a inserirsi nella lotta per la vittoria finale, e dovrà accontentarsi di un quarto posto in coabitazione con il Torino.
A maggio si aggiudica per la prima volta la Coppa Lombardia, giunta alla seconda edizione, vincendo 12 a 1 contro il Casteggio.

## Divise
La maglia per le partite casalinghe presentava i colori attuali (anche se la dicitura ufficiale era rosso granato e blu) ma a differenza di oggi il blu era posizionato a destra.
La seconda maglia era la classica maglia bianca con le due strisce orizzontali rosso-blu sormontate dallo stemma cittadino.

## Organigramma societario
Area direttiva
- Presidente: Vieri Arnaldo Goetzlof

Area tecnica
- Allenatore: Daniel Hug
- Commissione tecnica: Henry Elliott, Vieri Arnaldo Goetzlof, Konrad Walter Herrmann e Emilio Storace

## Rosa
| N. |                        | Ruolo | Calciatore          |
| -- | ---------------------- | ----- | ------------------- |
|    | Italia (bandiera)      | P     | Alessandro Brunoldi |
|    | Italia (bandiera)      | P     | Pasquale Lissone    |
|    | Italia (bandiera)      | D     | Aleyandro Cevasco   |
|    | Italia (bandiera)      | D     | Giacomo Marassi     |
|    | Svizzera (bandiera)    | D     | Max Mayer           |
|    | Italia (bandiera)      | D     | Paolo Ravano        |
|    | Italia (bandiera)      | D     | Solari              |
|    | Italia (bandiera)      | D     | Emilio Storace      |
|    | Svizzera (bandiera)    | C     | Eduard Bauer        |
|    | Italia (bandiera)      | C     | Felice Crocco       |
|    | Inghilterra (bandiera) | C     | Henry Elliott       |

| N. |                     | Ruolo | Calciatore             |
| -- | ------------------- | ----- | ---------------------- |
|    | Italia (bandiera)   | C     | Luigi Ferraris         |
|    | Svizzera (bandiera) | C     | Konrad Walter Herrmann |
|    | Svizzera (bandiera) | C     | Eugen Herzog           |
|    | Italia (bandiera)   | C     | Piaggio                |
|    | Italia (bandiera)   | C     | Sante Sanguineti       |
|    | Germania (bandiera) | C     | Hans Schmidt           |
|    | Italia (bandiera)   | C     | Alberto Sussone        |
|    | Italia (bandiera)   | A     | Giulio Crocco          |
|    | Svizzera (bandiera) | A     | Giroud                 |
|    | Svizzera (bandiera) | A     | Daniel Hug             |

## Calciomercato
| Acquisti | Acquisti         | Acquisti                      | Acquisti |
| R.       | Nome             | da                            | Modalità |
| -------- | ---------------- | ----------------------------- | -------- |
| C        | Eduard Bauer     | Basilea                       | ?        |
| A        | Giulio Crocco    | Genoa II                      |          |
| C        | Henry Elliott    | Stade Helvétique de Marseille | ?        |
| P        | Pasquale Lissone | ?                             | ?        |
| D        | Max Mayer        | ?                             | ?        |
| C        | Piaggio          | ?                             | ?        |
| C        | Sante Sanguineti | ?                             | ?        |
| C        | Solari           | ?                             | ?        |
| C        | Hans Schmidt     | Greuther Fürth                |          |

| Cessioni | Cessioni                  | Cessioni      | Cessioni      |
| R.       | Nome                      | a             | Modalità      |
| -------- | ------------------------- | ------------- | ------------- |
| C        | Giovanni Balbi di Robecco |               | fine carriera |
| A        | Emilio Borgioli           | ?             |               |
| D        | Giuseppe Castruccio       |               | fine carriera |
| C        | Hermann Hurni             | Dulwich Grove | ?             |
| P        | Frederick White           | ?             | ?             |

## Risultati

### Prima Categoria[4]
| Genova 7 novembre 1909              | Genoa     | 1 – 0 | US Milanese | Campo di San Gottardo |
| \| \| \| \| \| ? \| Marcatori \| \| |           |       |             |                       |
|                                     |           |       |             |                       |
| ?                                   | Marcatori |       |             |                       |

| Arbitro: | G.Gama (Milano) |

|   |           |   |
| ? | Marcatori | ? |

| Arbitro: | Francesco Calì (Genova) |

|         |           |   |
| Bauer ? | Marcatori | ? |

| Arbitro: | Goodley (Torino) |

|                                      |           |                 |
| Elliott 20’ Mayer s.t.’ Crocco I 90’ | Marcatori | 23’ De Marchi I |

| Arbitro: | Radice (Milano) |

|                 |           |  |
| Peterly Schuler | Marcatori |  |

| Arbitro: | Meazza (Milano) |

|  |           |         |
|  | Marcatori | Mariani |

| Genova 9 gennaio 1910                               | Genoa     | 1 – 2       | Pro Vercelli | Campo di San Gottardo |
| \| \| \| \| \| ? st’ \| Marcatori \| st’ ? st’ ? \| |           |             |              |                       |
|                                                     |           |             |              |                       |
| ? st’                                               | Marcatori | st’ ? st’ ? |              |                       |

| Arbitro: | Goodley (Torino) |

|                            |           |                   |
| Bovati Scottuzzi Bontadini | Marcatori | Marassi Elliott ? |

| Genova 30 gennaio 1910                                       | Andrea Doria | 3 – 0 | Genoa | Campo La Cajenna |
| \| \| \| \| \| Santamaria Sardi De Marchi \| Marcatori \| \| |              |       |       |                  |
|                                                              |              |       |       |                  |
| Santamaria Sardi De Marchi                                   | Marcatori    |       |       |                  |

| Arbitro: | G.Gama (Milano) |

|          |           |  |
| Brioschi | Marcatori |  |

| Genova 27 febbraio 1910 | Genoa                   | 0 – 0 | Torino | Campo di San Gottardo\| Arbitro: \| Francesco Calì (Genova) \| |
| Arbitro:                | Francesco Calì (Genova) |       |        |                                                                |

| Arbitro: | Berardo (Torino) |

|       |           |           |
| Borel | Marcatori | Mayer Hug |

| Arbitro: | Goodley (Torino) |

|                     |           |  |
| Schmidt Hug Elliott | Marcatori |  |

| Arbitro: | Goodley (Torino) |

|  |           |         |
|  | Marcatori | Schmidt |

| Arbitro: | Galletti (Genova) |

|   |           |   |
| ? | Marcatori | ? |

| Genova 29 maggio 1910 | Genoa | 2 – 0 | Juventus | Campo di San Gottardo |

## Statistiche

### Statistiche di squadra
| Competizione    | Punti | In casa | In casa | In casa | In casa | In casa | In casa | In trasferta | In trasferta | In trasferta | In trasferta | In trasferta | In trasferta | Totale | Totale | Totale | Totale | Totale | Totale | DR |
| Competizione    | Punti | G       | V       | N       | P       | Gf      | Gs      | G            | V            | N            | P            | Gf           | Gs           | G      | V      | N      | P      | Gf     | Gs     | DR |
| --------------- | ----- | ------- | ------- | ------- | ------- | ------- | ------- | ------------ | ------------ | ------------ | ------------ | ------------ | ------------ | ------ | ------ | ------ | ------ | ------ | ------ | -- |
| Prima Categoria | 17    | 8       | 5       | 1       | 2       | 20      | 6       | 8            | 2            | 2            | 4            | 8            | 21           | 16     | 7      | 3      | 6      | 29     | 23     | +6 |

### Statistiche dei giocatori
| Giocatore     | Prima Categoria | Prima Categoria |
| Giocatore     | Presenze        | Reti            |
| ------------- | --------------- | --------------- |
| E. Bauer      | 13              | 1               |
| A. Brunoldi   | 12              | ?               |
| A. Cevasco    | 2               | ?               |
| F. Crocco     | 10              | 2               |
| G. Crocco     | 1               | ?               |
| H. Elliott    | 14              | 7               |
| L. Ferraris   | 14              | 1               |
| Giroud        | 2               | 1               |
| K. Herrmann   | 13              | ?               |
| E. Herzog     | 13              | ?               |
| D. Hug        | 6               | 2               |
| P. Lissone    | 3               | ?               |
| G. Marassi    | 14              | 1               |
| M. Mayer      | 9               | 3               |
| Piaggio       | 3               | ?               |
| P. Ravano     | 1               | ?               |
| S. Sanguineti | 2               | 1               |
| H. Schmidt    | 7               | 4               |
| Solari        | 1               | ?               |
| E. Storace    | 14              | ?               |
| A. Sussone    | 0               | ?               |